# Vomero
Vomero ist der 13. von den 30 Stadtteilen (Quartieri) der süditalienischen Hafenstadt Neapel. Er liegt direkt westlich des Historischen Zentrums (Centro Storico) und gehört sozioökonomisch gesehen zu den wohlhabenden Stadtteilen. Der Stadtteil liegt auf dem gleichnamigen Hügel Vomero.

## Geographie und Demographie

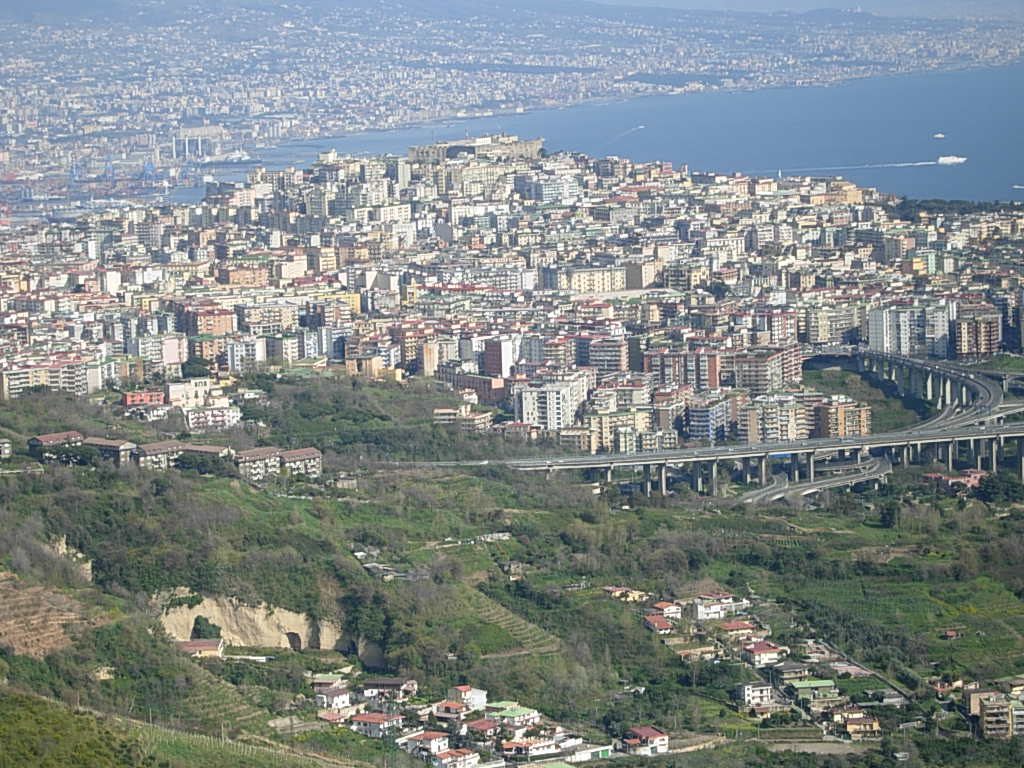
Der Vomero vom höheren Hügel Camaldoli gesehen

Vomero ist 2,17 Quadratkilometer groß und hatte im Jahr 2009 47.388 Einwohner.